# Estany de Mangades
L'Estany de Mangades és un llac que es troba en el terme municipal de la Vall de Boí, a la comarca de l'Alta Ribagorça, i dins del Parc Nacional d'Aigüestortes i Estany de Sant Maurici.
«Deu tenir aquest nom per les recolzades que fa aquest estany».
El llac, d'origen glacial, està situat a 2.379 metres d'altitud, a la Capçalera de Caldes. Té una superfície de 8,4 hectàrees i 21 metres de fondària màxima. Rep les aigües de l'Estany del Port de Caldes (NE) i drena cap a l'Estany de Travessani (S).
Cal remarcar al seu voltant: l'Estany de Monges (O), el Coret d'Oelhacrestada (NO), el Montardo (NNO), les Agulhes deth Pòrt (N), el Tuc de Ribereta (NE), el Tuc deth Cap deth Pòrt de Caldes (ENE), el Port de Caldes (E) i el Tuc deth Pòrt de Caldes (ESE) i l'Estany de Travessani (S).

## Rutes[4]
- La ruta més habitual és el camí que sortint del Refugi Joan Ventosa i Calvell, passant entre els estanys de Travessani i Clot, porta al Coret de Oelhacrestada. Aquesta ruta coincideix amb el tram de l'etapa de la travessa Carros de Foc que comunica el punt de sortida amb el Refugi de la Restanca. Una variant seria vorejar l'Estany de Travessani per la riba occidental.
- L'estany queda molt a prop del punt mitjà del tram del GR 11.18 que uneix el Coret de Oelhacrestada i el Port de Caldes, que a més coincideix amb el tram de l'etapa de la travessa Carros de Foc que uneix els refugis de la Restanca i de Colomèrs.